# Dzierżążnik (województwo pomorskie)
Dzierżążnik (kaszb. Dzerząznik, niem. Hopfenkrug) – osada leśna kaszubska w Polsce na Pojezierzu Bytowskim położona w województwie pomorskim, w powiecie bytowskim, w gminie Studzienice. Osada wchodzi w skład sołectwa Kłączno. Nazwa Dzierżążnik ma podstawę w określeniu rośliny – dzierzęga. Wyraz ten bywa odnoszony do rzęsy lub trawy turzycy, ale na Kaszubach jest to raczej knieć błotna. W kierunku północnym znajduje się rezerwat przyrody Bukowa Góra nad Pysznem.
W latach 1975–1998 miejscowość administracyjnie należała do województwa słupskiego. 
Inne miejscowości o nazwie Dzierżążnik: Dzierżążnik, Dzierżążno